# جامعة العلامة إقبال المفتوحة
جامعة العلامة إقبال المفتوحة (تعرف بالمختصر AIOU)، هي جامعة عامة تقع في مدينة إسلام آباد في باكستان.
تعرف الجامعة بأنها إحدى أكبر الجامعات في العالم من حيث عدد الملتحقين بها. إذ يقدر عدد الملتحقين بها 1121038 طالب عام 2010، في حين بلغ عدد الطلاب المسجلين عام 2011 حوالي 3,305,948 ؛ ومن الجدير بالذكر أن أغلبية الطلاب المسجلين في الجامعة هم من الإناث.